# 南芦屋浜出入口
南芦屋浜出入口（みなみあしやはまでいりぐち）は、兵庫県芦屋市の阪神高速道路5号湾岸線の出入口。六甲アイランド方面のみ出入口のあるハーフIC。
2023年（令和5年）3月1日から、入口がETC専用となっている。

## 道路
- 阪神高速5号湾岸線(5-11)

## 料金所

### 南芦屋浜料金所
- ブース数：2
  - ETC専用：1
  - サポート：1

## 周辺
- 潮芦屋（南芦屋浜）
  - 芦屋市総合公園
  - ミズノスポーツプラザ潮芦屋
  - ベルポート芦屋
  - 南芦屋浜病院
  - 潮芦屋ビーチ
  - 潮風大橋
  - 浜風大橋

## 隣
阪神高速5号湾岸線
(5-10)西宮浜出入口 - 南芦屋浜TB（廃止）/南芦屋浜PA - (5-11)南芦屋浜出入口 - (5-12,5-13)深江浜出入口